# 張珂 (明朝)
張珂，福建建安縣人，明朝政治人物、進士出身。

## 生平
永樂四年（1406年）丙戌科進士，授行人司行人，遷贛州府知府，轉宗人府經歷。